# Palazzo del Panormita (Nápoly)
A Palazzo del Panormita egyike Nápoly legjobban fennmaradt reneszánsz épületeinek. 1471-ben Antonio Beccadelli (ismertebb nevén Panormita) olasz humanista megbízásából építette Giovanni Francesco Di Palma. A palota a későbbiekben a Capece Galeota család tulajdonába került (ezt tanusítja az előcsarnokban elhelyezett címer is).